# Praxithea thouvenoti
Praxithea thouvenoti es una especie de escarabajo longicornio del género Praxithea, tribu Torneutini, subfamilia Cerambycinae. Fue descrita científicamente por Tavakilian & M. L. Monné en 2002.
La especie se mantiene activa durante los meses de agosto y septiembre.

## Descripción
Mide 17,3-30,5 milímetros de longitud.

## Distribución
Se distribuye por Brasil y Guayana Francesa.